# Engelsberg
Engelsberg là một đô thị trong huyện Traunstein bang Bayern thuộc nước Đức.